# E. Remington and Sons

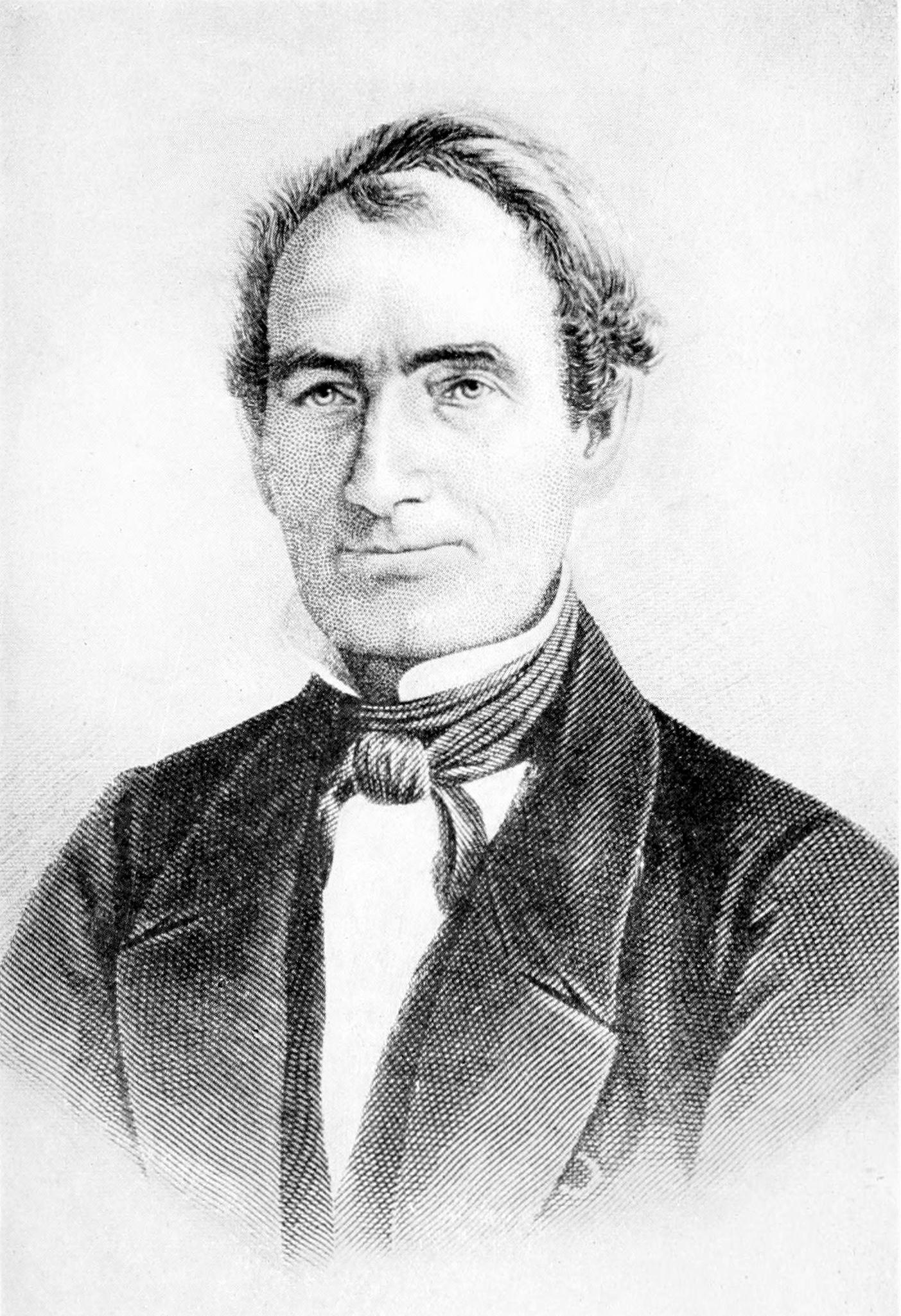
Eliphalet Remington (1793-1861)

E. Remington and Sons byla firma založená v roce 1816 v Illinois Eliphaletem Remingtonem. Původně se prosadila výrobou palných zbraní, 1. července 1874 pak uvedla na trh první komerčně úspěšný psací stroj Sholes a Glidden. Firma hrála významnou roli v obou odvětvích až do 90. let 19. století, kdy byla po smrti Phila Remingtona rozdělena a prodána. Jejím nejvýznamnější nástupnickou firmou byla firma Remington Arms, která zbankrotovala v roce 2020.